# José María de la Torre y de la Torre
José María de la Torre y de la Torre (1815-1873) fue un geógrafo y arqueólogo cubano.

## Biografía
Nació en La Habana el 1 de septiembre de 1815. Geógrafo, también se dedicó a los estudios arqueológicos, cronológicos y estadísticos. Fue miembro de la Real Academia de la Historia de España, de las Sociedades Geográficas de París y Londres, de la Sociedad de Etnografía de Nueva York y de la de Anticuarios de Copenhague. De la Torre, que dejó escritas muchas obras, falleció en alta mar, cerca de San Juan de Puerto Rico, a finales de diciembre de 1873. Fue autor de varios mapas de la isla de Cuba.